# الأحلام بين العلم والعقيدة (كتاب)
كتاب  الأحلام بين العلم والعقيدة وهي إحدى مؤلفات الباحث العراقي الدكتور علي الوردي ويبحث الكتاب عن الأحلام من حيث تأثيرها في عقائد الناس وعاداتهم وماتوصل إليه العلم الحديث في ذلك من نظريات ويتألف الكتاب من ثلاثة أقسام وتنقسم هذه الأقسام بدورها إلى عدة فصول مختلفة .

## محتويات الكتاب
- مقدمة
- القسم الأول الأحلام والعقيدة

1. آراء القدماء في الأحلام
2. آراء المسلمين في الأحلام
3. أثر الأحلام في المجتمع الإسلامي
4. تأثير الأحلام في العقائد الإسلامية

- القسم الثاني الآراء الحديثة في الأحلام

1. رد الفعل
2. عظمة فرويد
3. الأحلام والطبيعة البشرية
4. العقل الباطن
5. فرويد والرغبات البشرية
6. فرويد والأحلام المؤلمة
7. التنويم الاجتماعي
8. الأحلام الكيشوتيه

- القسم الثالث العلم وخوارق الأحلام

1. تنبؤات الأحلام
2. تنبؤات الأحلام (تابع)
3. أحلام التنويم المغناطيسي
4. عبقرية الأحلام

- الملاحق

1. مهزلة العقل البشري
2. بين الممكن والمستحيل
3. الحاسة السادسة
4. ماهو الاشعور ؟
5. بين الجنون والعبقرية
6. الجنون والمجتمع

- كلمة الوداع